# Narodny Partyzan Łužica
Narodny Partyzan Łužica (NPŁ) – założona 13 grudnia 1946 w Radworze przez grupę młodych narodowców łużyckich organizacja partyzancka. W jej skład weszli nauczyciele, którzy poznali się w Instytucie Nauczycielskim w Radworze: Hinc Šewc, Achim Brankačk, Jan Rawp oraz Jan Wukaš. Początkowo organizacja prowadziła akcje propagandowe zmierzające do równouprawnienia Serbołużyczan w Niemczech. W czerwcu 1946 r. uczestniczyli w przygotowaniach do mającego się odbyć na terenie Saksonii referendum ludowego. Prowadzili kolportaż samodzielnie wykonywanych ulotek oraz rozlepiali plakaty w serbołużyckich osadach. Początkowo członkowie grupy swe materiały przygotowywali własnoręcznie. Jednak wkrótce część z nich wydrukowano w serbołużyckiej drukarni w czeskim Rumburku. Członkowie NPŁ domagali się równouprawnienia ludności serbołużyckiej w zakresie szkolnictwa, języka urzędowego oraz napisów w miejscach publicznych. W wyniku otwarcie okazywanej wrogości wobec tych postulatów ze strony Niemców zradykalizowali swoje roszczenia. Domagali się odłączenia Łużyc od Niemiec i „zrzucenia niemieckiego jarzma”. W jednej z ulotek zapowiedzieli wyzwolenie metodami partyzanckimi. To ściągnęło na organizację represje ze strony tajnej policji niemieckiej oraz radzieckiej administracji wojskowej. Organizację rozwiązano, a jej uczestnicy zostali deportowani z Łużyc.

## Literatura
- Piotr Pałys: Akcja Narodny Partyzan Łužica (1946–1947) i jej reperkusje w serbołużyckim ruchu narodowym 2003